# Wiesław Bończa-Tomaszewski
Wiesław Edward Bończa-Tomaszewski (ur. 26 lutego 1903 w Warszawie, zm.?) – polski oficer, dziennikarz-dyplomata, heraldyk i falerysta.

## Życiorys
Syn Aleksandra i Wacławy z d. Rucińskiej. Od 13. roku życia należał do harcerstwa. W 1917 wstąpił do Polskiej Organizacji Wojskowej, a później do I Korpusu Wschodniego stacjonującego w Bobrujsku. Po powrocie został aresztowany przez Niemców. Od 1918 służył w Wojsku Polskim. W 1919 ukończył szkołę podchorążych. Brał udział w Obronie Lwowa w 1919, wojnie z bolszewikami i III powstaniu śląskim. 1 czerwca 1921 był na Kursie Dokształcającym Dowództwa Okręgu Generalnego Lwów, a jego oddziałem macierzystym był 37 Pułk Piechoty. 3 maja 1922 został zweryfikowany w stopniu podporucznika ze starszeństwem z 1 czerwca 1919 i 576. lokatą w korpusie oficerów piechoty. 12 lutego 1923 Prezydent RP Stanisław Wojciechowski awansował go z dniem 1 stycznia 1923 na porucznika ze starszeństwem z 1 stycznia 1921 i 35. lokatą w korpusie oficerów piechoty. Nadal pełnił służbę w 37 pp w Kutnie. W 1925 zakończył służbę jako inwalida wojenny.
Studiował w Szkole Nauk Politycznych w Warszawie oraz w Instytucie Nauk Międzynarodowych w Paryżu. Od 1925 dziennikarz m.in. w „Polsce Zbrojnej” i „Expresie Porannym”, od 1927 korespondent wojenny w Meksyku i Nikaragui, później badacz warunków emigracyjnych w Ameryce Środkowej oraz na Hawajach, współpracownik polskiego Państwowego Urzędu Emigracyjnego, publikujący w wydawnictwach „Prasy Polskiej” i „Messager Polonais” oraz w „Diario de la Marina”, „El Mundo” na Kubie, „Excelsior”, „El Universal” w Meksyku. Od 1929 do 1930 był redaktorem „Głosu Polskiego” we Francji i zastępcą komendanta Związku Strzeleckiego na Francję, Belgię i Holandię. W 1931 był szefem wydziału propagandy i prasy w Komendzie Głównej Związku Strzeleckiego.
W 1932 ożenił się z Lilianą Tchorzewską i rozpoczął pracę jako attaché prasowy konsulatu generalnego w Peru w Warszawie, a w 1933 został redaktorem naczelnym „Jutra Pracy” i kierownika wydziału prasowego w Instytucie Oświecenia Publicznego. Pełnił również funkcję red. nacz. „Przeglądu Przemysłu Farmaceutycznego” i „X Muzy”. Był autorem wielu artykułów w prasie codziennej i periodykach.
Od 1939 przebywał na emigracji, od 1941 był prawdopodobnie attaché prasowym poselstwa polskiego w Brazylii, a później przedstawicielem Ministerstwa Informacji i Dokumentacji rządu londyńskiego.
Był radcą Polskiego Instytutu Heraldycznego, członkiem Międzynarodowego Instytutu Heraldycznego i członkiem Akademii Papieskiej.

## Publikacje książkowe
Opublikował szereg artykułów i dwie książki z dziedziny falerystyki:
- Medal za Długoletnią Służbę. Warszawa, 1938
- Kodeks orderowy. Warszawa-Kraków, 1939.

Krzysztof Filipow, współczesny polski profesor zajmujący się tą nauką pomocniczą historii napisał o nich:

Inny charakter ma Kodeks orderowy Wiesława Bończy-Tomaszewskiego, który jest ponadto autorem interesującej monografii Medalu Za Długoletnią Służbę. Kodeks orderowy to do dzisiaj jedyne w świecie opracowanie systemu orderowo-odznaczeniowego, obejmujące prawa i przywileje wyróżnionych, tryb nadawania, ceremoniał wyróżniania oraz opis i historię orderów, odznaczeń i odznak nie tylko polskich, lecz całego świata.

## Ordery i odznaczenia[6]
- Srebrny Krzyż Zasługi (7 lipca 1926)[9]
- Krzyż na Śląskiej Wstędze Waleczności i Zasługi
- Medal Pamiątkowy za Wojnę 1918–1921
- Medal Dziesięciolecia Odzyskanej Niepodległości
- Medal 3 Maja
- Komandor Orderu Gwiazdy Czarnej (Francja)
- Kawaler Orderu Krzyża Białego (Estonia)
- Medal Zasługi Obywatelskiej (Szwecja)
- Medal 10 Rocznicy Wojny Niepodległościowej (Łotwa)
- Medal Pamiątkowy Wielkiej Wojny (Francja)